# Ролдугина, Людмила Николаевна
Людмила Николаевна Ролдугина (род. 15 июля 1968, Курган) — российский режиссёр театра и кино, актриса, продюсер, сценарист, член Союза театральных деятелей Российской Федерации. Создатель и художественный руководитель театра «Parabasis» (г. Москва) с 2015 года.

## Биография
Людмила Николаевна Мунирова родилась 15 июля 1968 года в городе Кургане Курганской области.
Окончила Горьковское театральное училище (ныне Нижегородское театральное училище имени Е. А. Евстигнеева) по классу актёр драматического театра, мастерская Крипец В. М.
По окончании училища работала актрисой в Липецком государственном академическом театре драмы имени Л. Н. Толстого (г. Липецк) 
Работала актрисой в Северо-Казахстанском государственном русском драматическом театре им Н. Ф. Погодина (г. Петропавловск. Казахстан)
Сыграла множество ролей классического и современного репертуара.
Член Союза театральных деятелей Российской Федерации.
В 1993 году создала экспериментальный театр-студию «Маленький театр» (г. Липецк) где являлась художественным руководителем, режиссёром, актрисой.
В 1998 году переехала в Санкт-Петербург.
С 1998 года автор и ведущая радиопрограммы для детей «Воспитание сердца для девочек» (г. Санкт-Петербург. 5 канал).
С 1999 года автор идеи, режиссёр и исполнительница экспериментального спектакля «Онегин?» Спектакль игрался на сценах Москвы и Санкт-Петербурга (показан в театрах «Ленсовета», «Приют комедианта, «Табакерка» и др.) .
С 2000 года автор и ведущая программы «Воспитание сердца». Радио Санкт-Петербургской митрополии «Град Петров».
В 2004 году окончила Санкт-Петербургскую государственную академию театрального искусства (ныне Российский государственный институт сценических искусств), мастерская Владимира Григорьева.
В 2005—2009 годах снимала цикл телефильмов «Рождественские истории» по заказу телеканала «ТБН» (Санкт-Петербург).
С 2007 по 2009 год работала режиссёром-постановщиком на киностудии «Леннаучфильм» (Санкт-Петербург)
В 2010—2016 годах создатель и режиссёр «Музейного театра» (Город-Музей) (с 2015 года переименован в экспериментальный театр «Pastila») (г. Коломна) 
С 2015 года создатель и режиссёр театра «Parabasis» (г. Москва) . Занимается созданием театральных и кино- проектов в качестве режиссёра, сценариста и продюсера (г. Москва)

## Фильмография
| Год  |     | Название                        | Роль                                      |
| ---- | --- | ------------------------------- | ----------------------------------------- |
| 2005 | кор | Настя дочь кондуктора           | автор сценария и режиссер                 |
| 2006 | кор | Семьдесят раз по семь           | режиссер-постановщик, продюсер            |
| 2007 | кор | Кукла Рождественской девочки    | автор сценария и режиссер                 |
| 2008 | кор | Волшебные очки                  | режиссер-постановщик, актриса (роль Мама) |
| 2008 | кор | Происхождение вещей             | режиссер-постановщик                      |
| 2010 | кор | Красота Божьего мира            | режиссер-постановщик                      |
| 2011 | мф  | Рождественская сказка           | режиссер-постановщик                      |
| 2011 | кор | Пушкин и Коломна                | режиссер                                  |
| 2011 | кор | Борис Пильняк. Роман с Коломной | режиссер                                  |
| 2011 | кор | Сам                             | режиссер-постановщик                      |
| 2011 | кор | Николка                         | режиссер-постановщик                      |
| 2011 | кор | Парижская история               | режиссер                                  |
| 2012 | кор | Тарутино                        | режиссер                                  |
| 2013 | кор | Мыльная история                 | режиссер                                  |
| 2014 | кор | Картонный человек               | сценарист                                 |
| 2017 | с   | Следствие любви                 | Маша                                      |

### Участие в кинофестивалях
- 2006 — XIV МКФ «Золотой Витязь». Конкурсная программа детского игрового кино (г. Москва) — фильм «Настя дочь кондуктора».
- 2006 — VII МКФ «Сказка». Конкурсная программа (г. Москва) — фильм «Кукла рождественской девочки».
- 2009 — VI МБКФ «Лучезарный ангел». Конкурсная программа (г. Москва) — фильм «Семьдесят раз семь».
- 2009 — VII МКФ «Покров». Конкурсная программа (г. Киев) — фильм «Семьдесят раз семь».
- 2009 — VII МКФ «Покров». Конкурсная программа (г. Киев) — фильм «Настя дочь кондуктора».
- 2009 — XIV МКФ «Радонеж». Конкурсная программа (г. Москва) — фильм «Кукла Рождественской девочки».
- 2009 — XIV МКФ «Радонеж». Конкурсная программа (г. Москва) — фильм «Волшебные очки».
- 2009 — VI МБКФ «Лучезарный ангел». Программа короткометражного кино (г. Москва) — фильм «Волшебные очки».
- 2009 — VI МБКФ «Лучезарный ангел». Программа короткометражного кино (г. Москва) — фильм «Кукла рождественской девочки».
- 2009 —VI Международный Благотворительный Кинофестиваль «Лучезарный ангел». Конкурсная программа (г. Москва) — фильм «Кукла рождественской девочки».
- 2009 — VI Международный Благотворительный Кинофестиваль «Лучезарный ангел». Конкурсная программа (г. Москва) — фильм «Волшебные очки».
- 2009 — VI Международный Благотворительный Кинофестиваль «Лучезарный ангел». Конкурсная программа (г. Москва) — фильм «Происхождение самых обыкновенных вещей».
- 2009 —XIX МКФ «Послание к человеку». Специальная программа для детей (г. Санкт-Петербург) — фильм «Волшебные очки».
- 2010 — V!!! МКФ «Покров». Конкурсная программа (г. Киев) — аним. фильм «Красота Божьего мира».
- 2011 — VIII Международный кинофестиваль «Сказка». Конкурсная программа (г. Москва) — аним. фильм «Рождественская сказка».
- 2011 — VIII Международный телекинофестиваль «Саратовские страдания». Конкурсная программа (г. Саратов) — фильм «Борис Пильняк».
- 2014 — XI Международный Благотворительный Кинофестиваль «Лучезарный ангел». Внеконкурсный показ (г. Москва) — аним. фильм «Красота Божьего мира».  (стр 79)
- 2015 — XXXVII Московский Международный Кинофестиваль. Конкурсная программа (г. Москва)-фильм «Картонный человек».
- 2015 — IV Московский Молодёжный Кинофестиваль «Будем жить!». Конкурс короткого метра.(г. Москва) — фильм «Картонный человек».

### Награды
- 2005 — Приз и Диплом за творческое переосмысление русской классики для современной детской аудитории. Ассоциация христианских телерадиожурналистов (г. Санкт-Петербург) — фильм «Настя дочь кондуктора».
- 2005 — Диплом за гуманистическую интонацию в конкурсе экспериментальных фильмов. II МКФ «Саратовские страдания»(г. Саратов) — фильм «Настя дочь кондуктора» .
- 2005 — Приз «Хрустальный ключ» и Диплом «За доброту и справедливость». VII МКФ «Сказка» (г. Москва) — фильм «Настя дочь кондуктора».
- 2008 — II Премия VI МКФ «Покров» (г. Киев)- фильм «Кукла рождественской девочки»
- 2008 — Специальное упоминание жюри. V МКФ «Новое кино 21 век». (г. Москва) — фильм «Происхождение вещей».
- 2009 — Диплом «За православное кино для детей». VII МКФ «Покров» (г. Киев) — фильм «Настя дочь кондуктора».
- 2009 — Особое внимание жюри. III МКФ «Ступени» (г. Харьков) — фильм «Кукла рождественской девочки».
- 2009 — Победитель всероссийского фестиваля «Телепрофи» (г Саратов) — фильм «Происхождение вещей».
- 2010 — Диплом IX МКФ"Покров" (г. Киев) — фильм «Николка».
- 2011 — Первое призовое место (Грамота от Министра культуры Российской Федерации А. А. Авдеева) на VIII Всероссийском кинофестивале короткометражных фильмов «Семья России» — аним. фильм «Красота Божьего мира».

## Роли в спектаклях (избранное)
- О.Кучкина «Страсти по Варваре» — роль Варвара. (Реж. Елена Курицина. Липецкий государственный академический театр драмы имени Л. Н. Толстого)
- Т. Уильямс «Татуированная роза» — роль Роза. (Реж. Б. Н. Голубицкий. Липецкий государственный академический театр драмы имени Л. Н. Толстого)
- А.Островский «Блажь» — роль Настя. (Реж. Б. Н. Голубицкий Липецкий государственный академический театр драмы имени Л. Н. Толстого)
- А.Чехов «Пишу на тему о любви» новелла «Дом с мезонином» — роль Мисюсь (Реж. В.Пахомов. Липецкий государственный академический театр драмы имени Л. Н. Толстого)
- Е. Шварц «Золушка» — роль Золушка (Реж. Б. Н. Голубицкий. Липецкий государственный академический театр драмы имени Л. Н. Толстого)
- С. Злотников «Сцены у фонтана» — роль Олечка (Реж. В Мирошниченко. Липецкий государственный академический театр драмы имени Л. Н. Толстого)
- Г. Сапгир «Кот в сапогах» — роль Принцесса (Реж. Вадим Макаровский. Липецкий государственный академический театр драмы имени Л. Н. Толстого)
- Е. Шварц «Снежная королева» — роль Маленькая разбойница (Реж. В.Пахомов. Липецкий государственный академический театр драмы имени Л. Н. Толстого)
- М. Рощин «Вся Надежда» — роль Ленок (Реж. В Мирошниченко. Липецкий государственный академический театр драмы имени Л. Н. Толстого)
- А. Чехов «Вишневый сад» — роль Аня (Реж. В.Пахомов. Липецкий государственный академический театр драмы имени Л. Н. Толстого)
- М.Фермо «Двери хлопают» — роль Даниэль (Реж. Гендус Надир (Франция) Липецкий государственный академический театр драмы имени Л. Н. Толстого)
- Островский «Не было ни гроша, да вдруг алтын» — роль Настя (Реж. Б. Н. Голубицкий. Северо-Казахстанский государственный русский драматический театр им Н. Ф. Погодина)
- О.Кукчкина «Дебют или Авдотья Шерстянкина Суперстар» — роль Авдотья (Реж. Б. Н. Голубицкий. Северо-Казахстанский государственный русский драматический театр им Н. Ф. Погодина)
- Ж-Б Мольер «Лекарь по неволе» — роль Люсинда (Реж. Л. Ролдугина совместно с И Ролдугиным. «Маленький театр» г. Липецк)
- «Мирсконца» Спектакль по произведениям Вен. Ерофеева, Д. Хармса, В. Хлебникова, А Чехова — роль Пелагея (Реж Л. Ролдугина совместно с И Ролдугиным. «Маленький театр» г. Липецк)
- А.Чехов «Дышите глубже» — роль Надя Зеленина (Реж. Л. Ролдугина совместно с И. Ролдугиным. «Маленький театр» г. Липецк)
- К. Прутков «Фантазия»- роль Лиза (Реж. Л. Ролдугина совместно с И. Ролдугиным. «Маленький театр» г. Липецк)
- К. Фетрие «Вам 2»- роль Аврора Мальви (Реж. Кристоф Фетрие (Франция) «Международный театральный проект». Культурный французский центр г. Москва)
- «Онегин?» По мотивам романа А. С. Пушкина Экспериментального моноспектакль. (Автор идеи и исполнитель Людмила Ролдугина. Режиссёр Игорь Ролдугин. Спектакль показан в театрах «Ленсовета», «Приют комедианта,«Табакерка» и др.)
- «Щелкунчик» Сценарий И.Ролдугин по мотивам повести-сказки Э. А. Гофмана " — роль Гризельда (Реж. Л. Ролдугина. Экспериментальный театра «Pastila» г. Коломна)
- Н.Гоголь «Ревизор»- роль Анна Андреевна (Реж. Л. Ролдугина. Экспериментальный театра «Pastila» г. Коломна)
- «Ворон» Сценарий И. Ролдугин (по мотивам сказки Карло Гоцци) — роль Коломбина (Реж. Л.Ролдугина совместно с Дарей Емельяновой. Театр «Parabasis» Культурный центр «Artplay» г. Москва)

## Театральные работы (режиссёр)
- Ж-Б Мольер «Лекарь поневоле» (Реж. Л. Ролдугина совместно с И Ролдугиным. «Маленький театр» г. Липецк)
- «Мирсконца» спектакль по произведениям Вен. Ерофеева Д. Хармса В. Хлебникова А Чехова -роль (Реж Л. Ролдугина совместно с И Ролдугиным. «Маленький театр» г. Липецк)
- «Онегин?» По мотивам романа А. С. Пушкина Экспериментального моноспектакль. (Автор идеи и исполнитель Людмила Ролдугина. Режиссёр Игорь Ролдугин. Спектакль показан в театрах «Ленсовета», «Приют комедианта,„Табакерка“ и др.)
- „Дышите глубже“ (вторая редакция) по рассказам А. П. Чехова („Музейный театр“ г. Коломна)
- „Тайны Коломенского посада или забытые вещи“ Сценарий Игорь Сорокин и Людмила Ролдугина („Музейный театр“ г. Коломна)
- „Сотворение мира“ Спектакль в рамках проекта современного искусства Лэнд Арт (г. Коломна)   (недоступная ссылка)
- Вен. Ерофеев „Гимн икоте“ („Музейный театр“» г. Коломна)
- По произведению П.Каратыгина «Булочник или коломенский немец» («Музейный театр» г. Коломна)
- Е. Шварц «Снежная королева» (Экспериментальный театр «Pastila» г. Коломна)
- «Sweet to the sweet» По произведениям У. Шекспира и Ф. Достоевского (Музейный театр г. Коломна)
- «Щелкунчик» Сценарий И. Ролдугин по мотивам повести-сказки Э. А. Гофмана " (Экспериментальный театра «Pastila» г. Коломна)
- К. Прутков «Фантазия» (Экспериментальный театра «Pastila» г. Коломна)
- «Чехов» (По рассказам А.Чехов (Экспериментальный театра «Pastila» г. Коломна)
- А. Островский «Женитьба Бальзаминова» (Экспериментальный театра «Pastila» г. Коломна)
- Н.Гоголь «Невероятная история рассказанная пасечником в канун Рождества» («Музейный театр» г. Коломна)
- Н.Гоголь «Ревизор» (Экспериментальный театра «Pastila» г. Коломна
- Г. Сапгир «Кот в сапогах» (Экспериментальный театра «Pastila» г. Коломна)
- У.Шекспир «Темная леди» (Экспериментальный театра «Pastila» г. Коломна)
- По произведению Б.Пильняка «Метель за чаем» (Экспериментальный театра «Pastila» г. Коломна)
- Опера-балет «Калаччио» (Экспериментальный театра «Pastila» г. Коломна)
- «Ворон» Сценарий И. Ролдугин по мотивам сказки Карло Гоцци (Совместно с режиссёром Дарьей Емельяновой. Театр «Parabasis» г. Москва)
- «Чудесная история Кая и герды» (Театр «Parabasis» г. Москва)
- «Тайна ореха Кракатук или Щелкунчик» (Театр «Parabasis» г.Москва)
- По мотивам водевиля П. А. Каратыгина«Булочная, или Перепуганный немец» (Театр «Parabasis» г.Москва)
- Н. Гоголь «Ночь перед Рождеством» (Театр «Parabasis» г. Москва)
- «Как Иван счастье искал» (Театр «Parabasis» г. Москва)
- А.С. Пушкин «Сказка о царе Салтане» (Театр «Parabasis» г. Москва)
- «Масленичные сказки"(Театр «Parabasis» г. Москва)
- «Крошечка Хаврошечка»(Театр «Parabasis» г.Москва)
- "Фантастический сон с Ландринами"(Театр «Parabasis» г. Москва)
- По мотивам А. Линдгрен «Волшебное варенье Карлсона» (Театр «Parabasis» г. Москва)
- Театральный Арт-флешмоб в метро посвященный выставке  «ТЕАТР.RUS» (Театр «Parabasis» г. Москва)
- «Новогодний переполох в сказочном королевстве» (Театр «Parabasis» г. Москва)
- «Кот и Масленица» (Театр «Parabasis» г. Москва)
- "Путешествие по снам" (Театр «Parabasis» г.Москва)
- "Внутри Чайки" По мотивам произведения А.Чехова «Чайка» (Театр «Parabasis» г.Москва)

## Семья
- Муж Игорь Николаевич Ролдугин (род. 25 июня 1959, Липецк) — художник, режиссёр и сценарист.
  - Дочь Дарья Емельянова (род. 7 февраля 1987, Липецк) — режиссёр, кинопродюсер, актриса.